# Клаус Фішер (підводник)
Клаус Фішер (нім. Klaus Fischer; 7 жовтня 1919, Шарлоттенбург — 29 березня 1944, Норвезьке море) — німецький офіцер-підводник, оберлейтенант-цур-зее крігсмаріне.

## Біографія
1 жовтня 1938 року вступив на флот. З жовтня 1940 року — 2-й вахтовий офіцер на торпедному катері «Ільтіс». В січні-серпні 1941 року пройшов курс підводника. У вересні-жовтні 1941 року — вахтовий офіцер на підводному човні U-148. З 9 грудня 1941 по листопад 1942 року — 1-й вахтовий офіцер на U-659, після чого пройшов курс командира човна. З 4 лютого 1943 року — командир U-961. 23 березня 1944 року вийшов у свій перший і останній похід. 29 березня U-961 був потоплений в Норвезькому морі північно-східніше Фарерських островів (64°31′ пн. ш. 03°19′ сх. д.) глибинними бомбами британського шлюпа «Старлінг». Всі 49 членів екіпажу загинули.

## Звання
- Кандидат в офіцери (1 жовтня 1938)
- Морський кадет (1 липня 1939)
- Фенріх-цур-зее (1 грудня 1939)
- Оберфенріх-цур-зее (1 серпня 1940)
- Лейтенант-цур-зее (1 квітня 1941)
- Оберлейтенант-цур-зее (1 січня 1943)

## Нагороди
- Залізний хрест 2-го класу